# Дом с жёлтым ковром
«Дом с жёлтым ковром» (итал. La casa del tappeto giallo) — итальянский кинофильм, психологический триллер. Поставлен в 1983 году режиссёром Карло Лидзани по пьесе Альдо Селлери «Театр на дому» (Teatro a domicilio).

## Сюжет
Франка и её муж Антонио решают продать старый жёлтый ковёр — подарок отчима Франки, так как он постоянно вызывает ревность Антонио. Они дают объявление о продаже, и однажды, когда Антонио не было дома, прозвонил какой-то странный человек, представился профессором и сказал, что хочет купить ковёр. Но придя в дом, он похищает Франку и заявляет, что убил свою жену на точно таком же жёлтом ковре. Франка убивает этого человека. Но что же произошло на самом деле, и что за тайну скрывает жёлтый ковёр?

## В ролях
- Эрланд Юзефсон — Профессор
- Беатрис Роман — Франка
- Витторио Меццоджорно — Антонио
- Милена Вукотич — психиатр

## Награды
- В 1983 году картина номинировалась как «Лучший фильм» на фестивале мистческих и готических фильмов Mystfest, но приз не получила.